# Phillip Coles
Phillip Walter „Phil“ Coles AM (* 20. Juli 1931 in Sydney; † 28. Januar 2023 ebenda) war ein australischer Sportfunktionär, Kanute und Rettungsschwimmer.

## Sportkarriere
Phillip Coles nahm als Kanute an drei Olympischen Sommerspielen teil. 1960 in Rom ging er im Kajak-Einer über 1000 Meter an den Start. Er qualifizierte sich für das Halbfinale und schied dort als Vierter aus. Mit der Kajak-Staffel erreichte er ebenfalls das Halbfinale. 1964 in Tokio wurde er im Kajak-Vierer über 1000 Meter eingesetzt. Das Boot konnte sich für das Finale qualifizieren, belegte dort jedoch nur den neunten und damit letzten Platz. 1968 in Mexiko-Stadt war Coles wieder Mitglied im Kajak-Vierer über 1000 Meter. Diesmal schied das Team im Halbfinale aus. In seiner Karriere als Kanute wurde er insgesamt 25-facher australischer Meister.
Neben dem Kanusport war Phillip Coles im Rettungsschwimmen aktiv. In dieser Sportart wurde er fünffacher australischer Meister.

## Ämter in Sportverbänden
Ab 1973 arbeitete Phillip für das australische NOK, dem Australian Olympic Committee. Von 1985 bis 1993 war er Generalsekretär. 1981 war er Gründungsmitglied der Vereinigung der ozeanischen NOKs, dem Oceania National Olympic Committees.
Für verschiedene Sportarten übernahm Coles in der Folgezeit Funktionen der Administration. So war er von 1991 bis 1994 Vizepräsident des australischen Rodelverbandes (Australian Luge Association) und von 1994 bis 1999 Generalsekretär der International Triathlon Union. Ab 1993 war er Schirmherr der Australian Triathlon Union. Von 2005 bis 2015 war er Präsident des ozeanischen Taekwondo-Verbandes. Ab 2008 war Coles Vizepräsident der World Taekwondo.

## Tätigkeiten innerhalb des IOC
1982 wurde Phillip Coles zum IOC-Mitglied gewählt. 2012 endete seine Mitgliedschaft, danach wurde er Ehrenmitglied. In seiner Zeit als Mitglied war er in verschiedenen IOC-Kommissionen tätig, so z. B. in der Marketing-Kommission (1998–1999) und mehrfach in der Radio- und TV-Kommission (1983–1987, 1993–1999 und 2001–2012).

## Krankheit und Tod
Phillip Coles starb am 28. Januar 2023 nach kurzer Krankheit im Alter von 91 Jahren.

## Auszeichnungen
- 1983: Member of the Order of Australia
- 2000: Ehrenmitglied auf Lebenszeit der International Triathlon Union
- 2000: Aufnahme in die Australian Sports Hall of Fame
- 2000: Olympischer Orden in Silber